# Rautal (Thüringen)

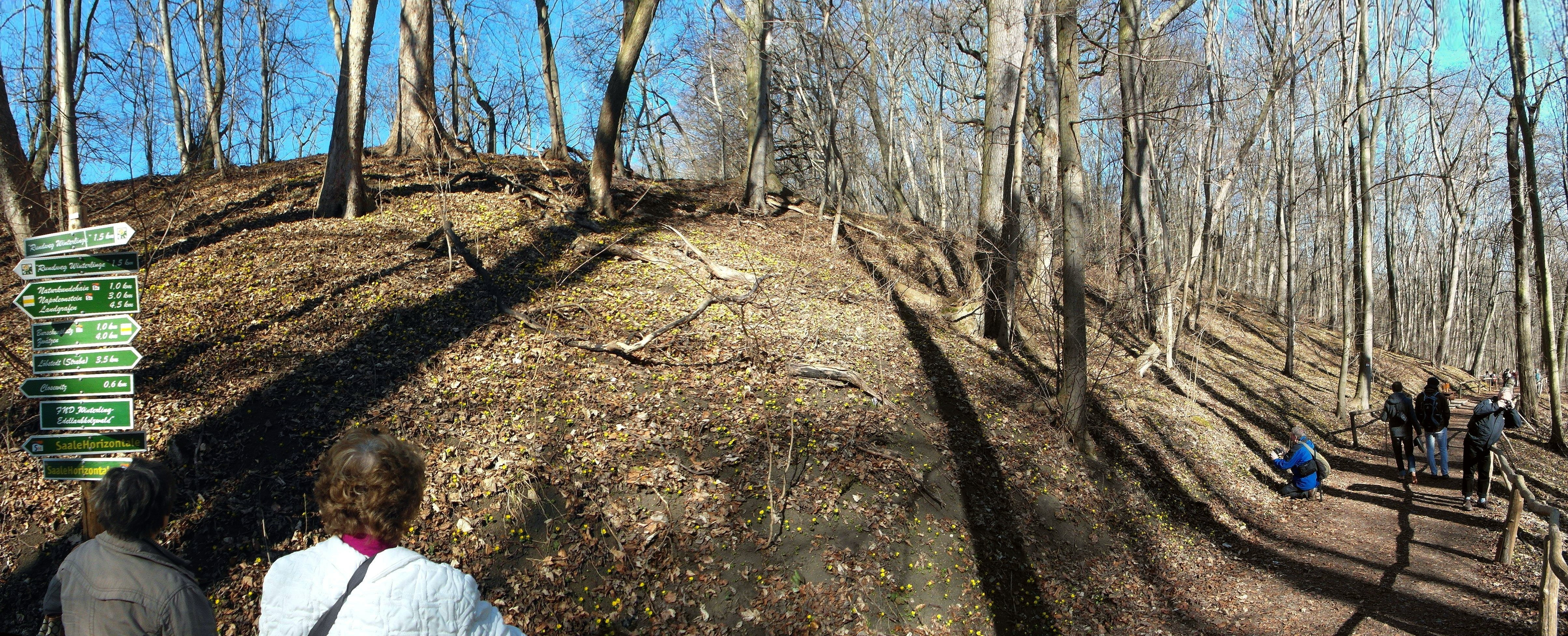
Winterling-Edellaubholzwald im Rautal bei Closewitz

Das Rautal ist ein kurzes westliches Seitental des Saaletales in Thüringen. Es verläuft zwischen den nördlichen Jenaer Stadtteilen Closewitz und Löbstedt und wird vom Steinbach und seinen Nebenarmen durchflossen, der sich tief in den Muschelkalk bis in den darunter liegenden Buntsandstein eingegraben hat. Am Südrand des Rautales verläuft die gleichnamige Ortsverbindungsstraße als Kreisstraße K-15.

## Geografische Lage und Besonderheiten
Das etwa 4 km lange Rautal beginnt in Form mehrerer Seitentäler zwischen dem östlichen Dorfrand von Closewitz und dem Jägerberg in etwa 340 Metern Höhe über NN. Diese verlaufen mit starkem Gefälle in östlicher bis südlicher Richtung, um sich dann an einer Stelle zu vereinigen. Im bewaldeten oberen Teil hat das Rautal abschnittsweise schluchtartigen Charakter. Stellenweise ist Canyon-Bildung zu beobachten, wegen der geringen Wassermenge im Steinbach jedoch nur im kleinen Maßstab. Nach etwa 2,5 km tritt das Rautal unterhalb der Siedlung am Heiligenberg in das bebaute Jenaer Stadtgebiet ein (etwa 180 m über NN) und läuft östlich von Löbstedt auf der breiten Sohle des Saaletals in etwa 140 m Höhe über NN aus.
Der Steinbach hat in früheren Zeiten das Rautal durch Erosion geformt und tut das in geringerem Maße noch heute. Er speist sich hauptsächlich aus dem Oberflächenwasser seines nur wenige Quadratkilometer großen Einzugsgebietes, was erhebliche Schwankungen seiner Wasserführung zur Folge hat. Auch versinkt eine gewisse Wassermenge geologisch bedingt im Untergrund unter dem Bachlauf und kann an anderer Stelle wieder an die Oberfläche treten, so dass sich Abschnitte unterschiedlicher Wasserführung abwechseln können. Nach längeren Trockenperioden, wie im Sommer 2022, kann der Bach im oberen Teil auf stehende Wasserreste reduziert sein und im Unterlauf völlig austrocknen. Eine Zunahme der Phasen mit Niedrigwasser ist bereits seit den 1970er Jahren zu beobachten.

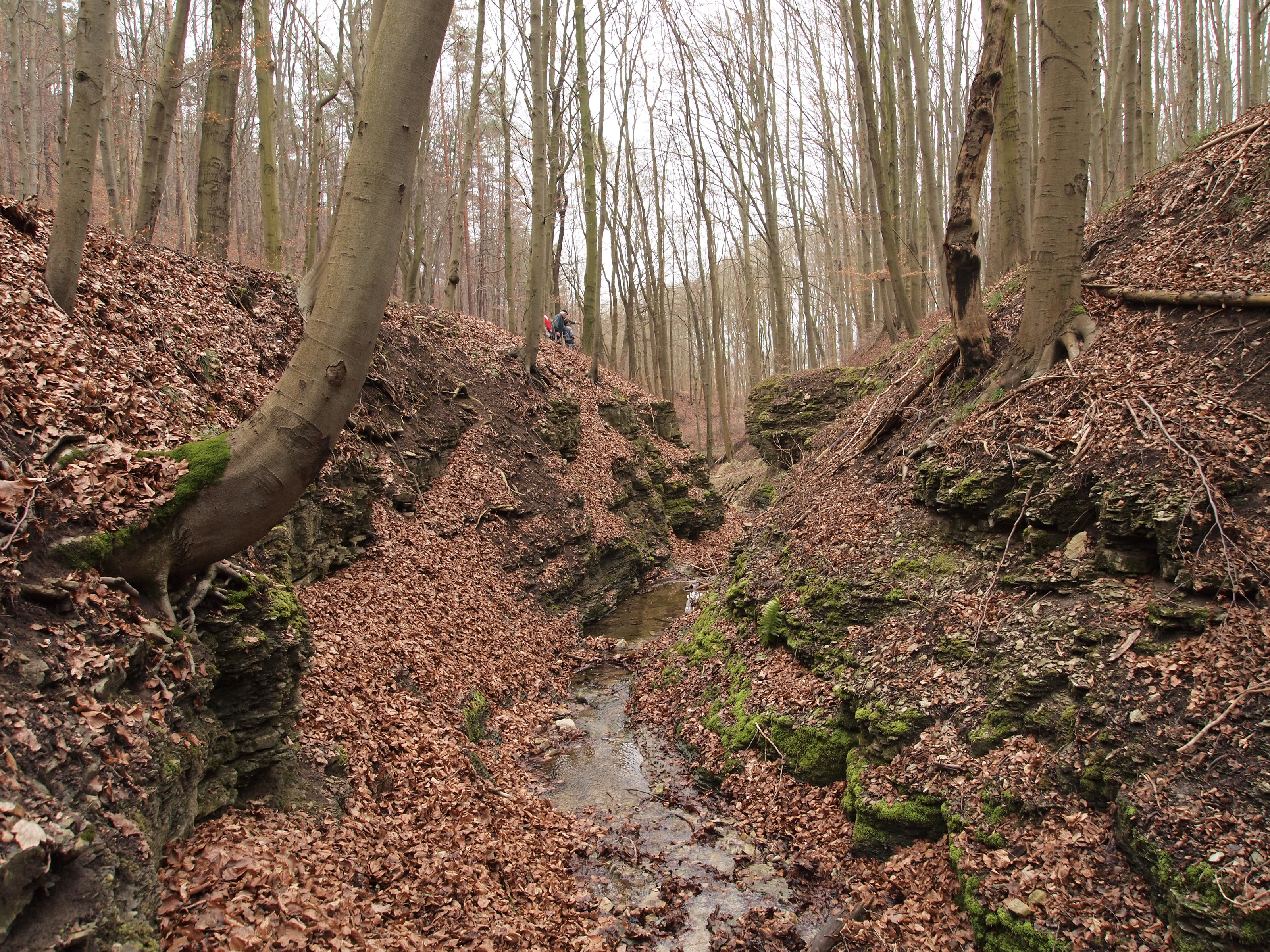
Steinbach-Durchbruch durch eine Gesteinsbank im Rautal
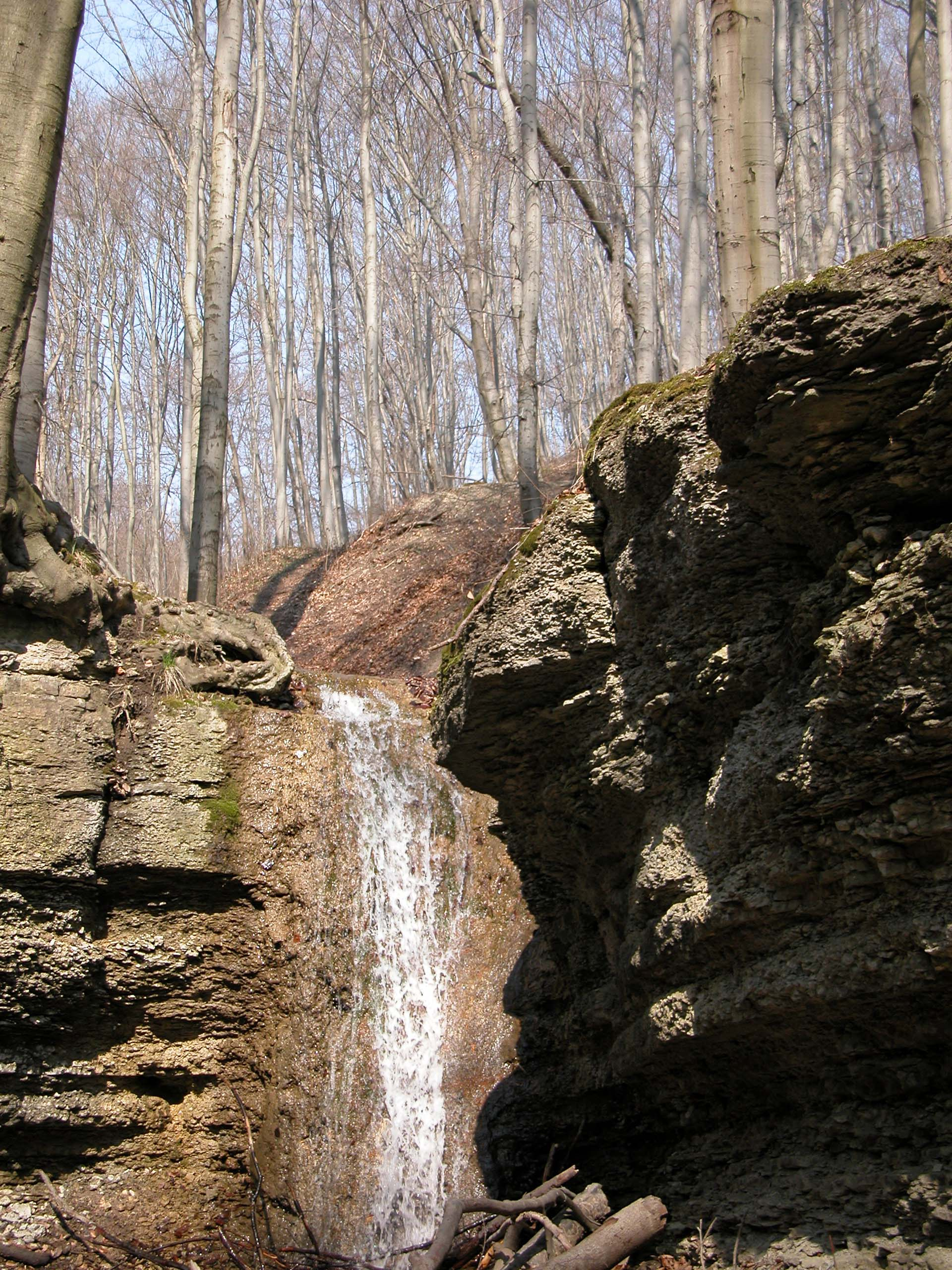
Wasserfall im Rautal
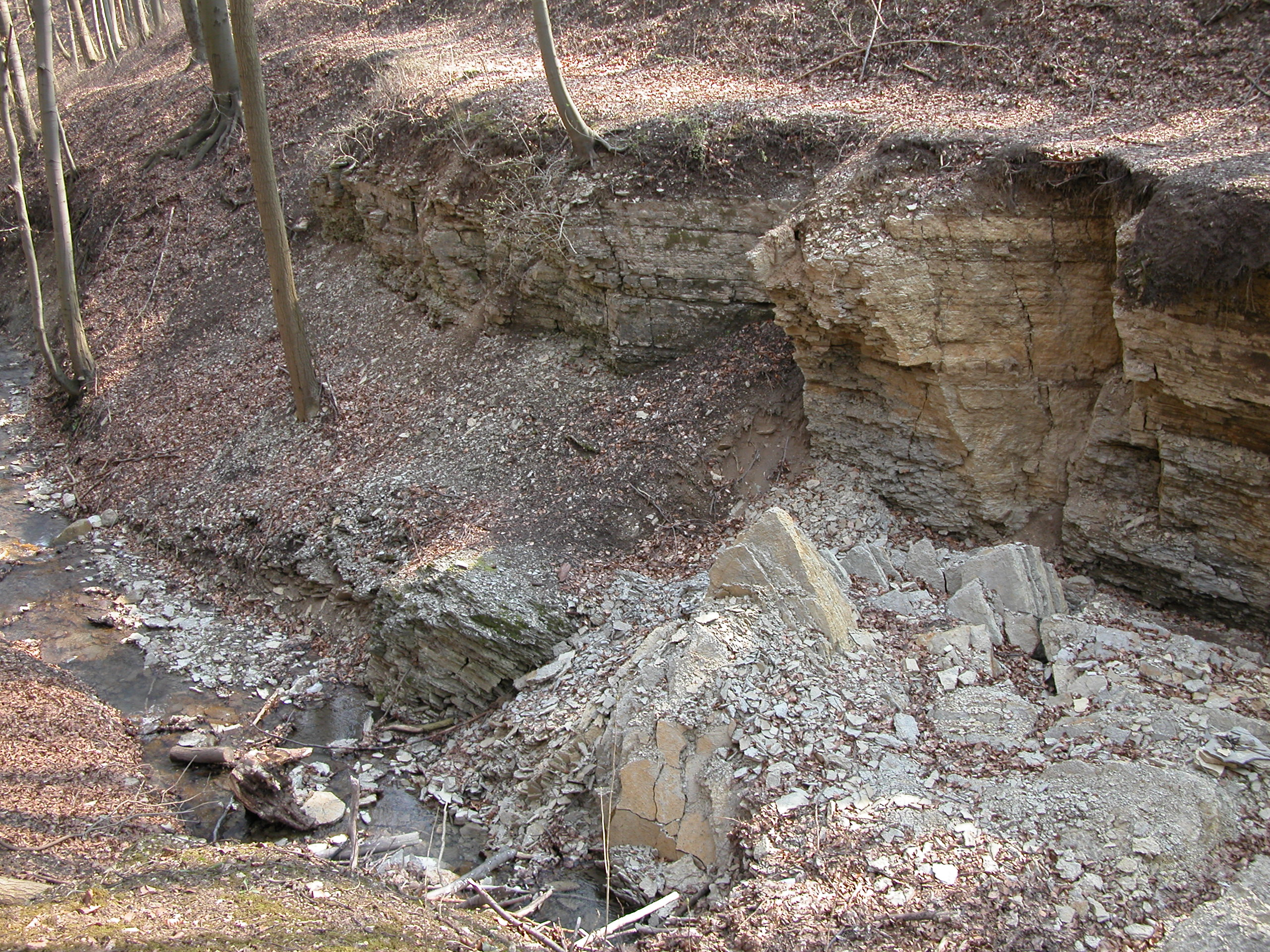
Canyonartiger Einschnitt des Steinbaches im Rautal
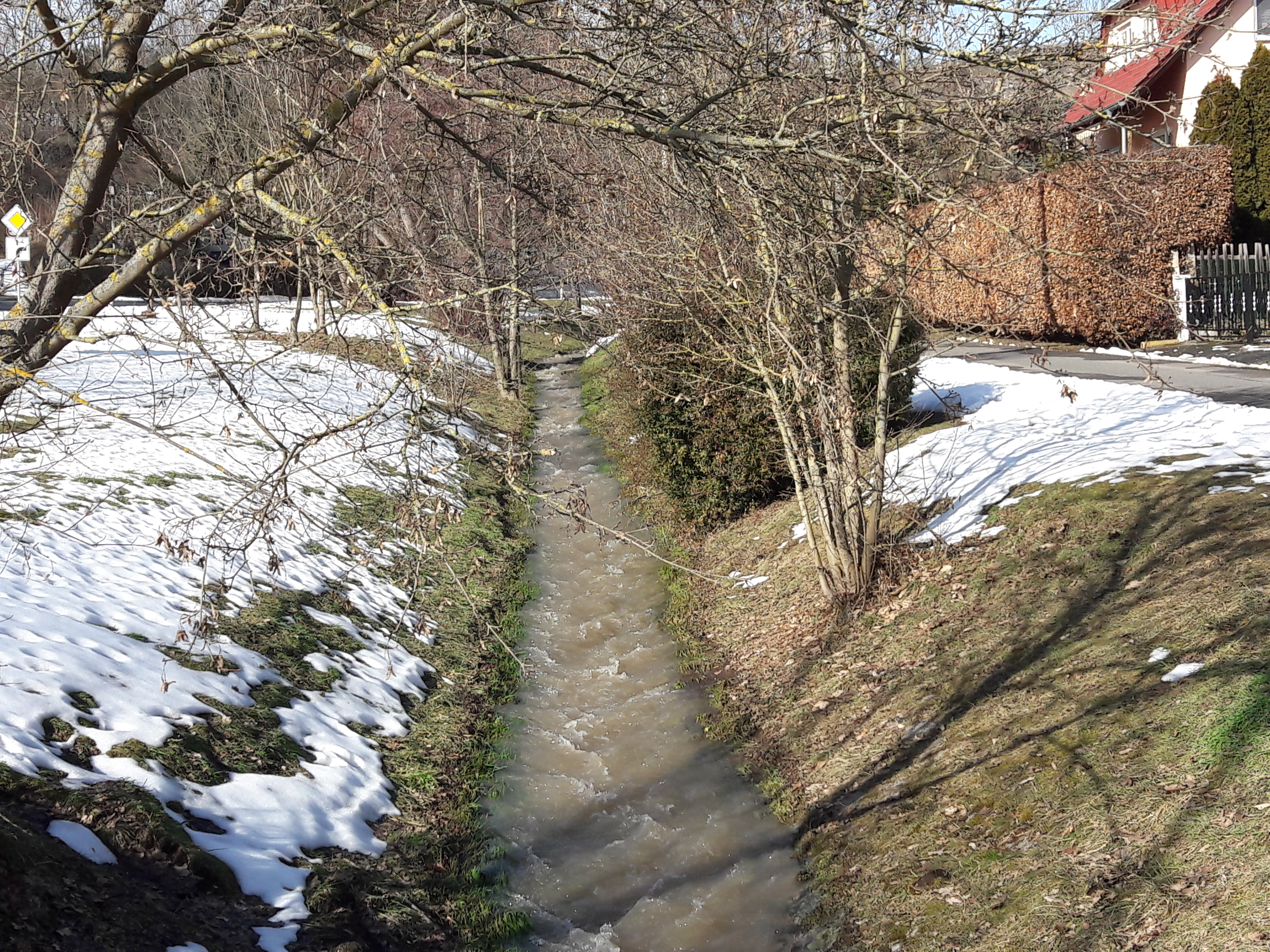
Steinbach im Rautal nach der Schneeschmelze, Februar 2021
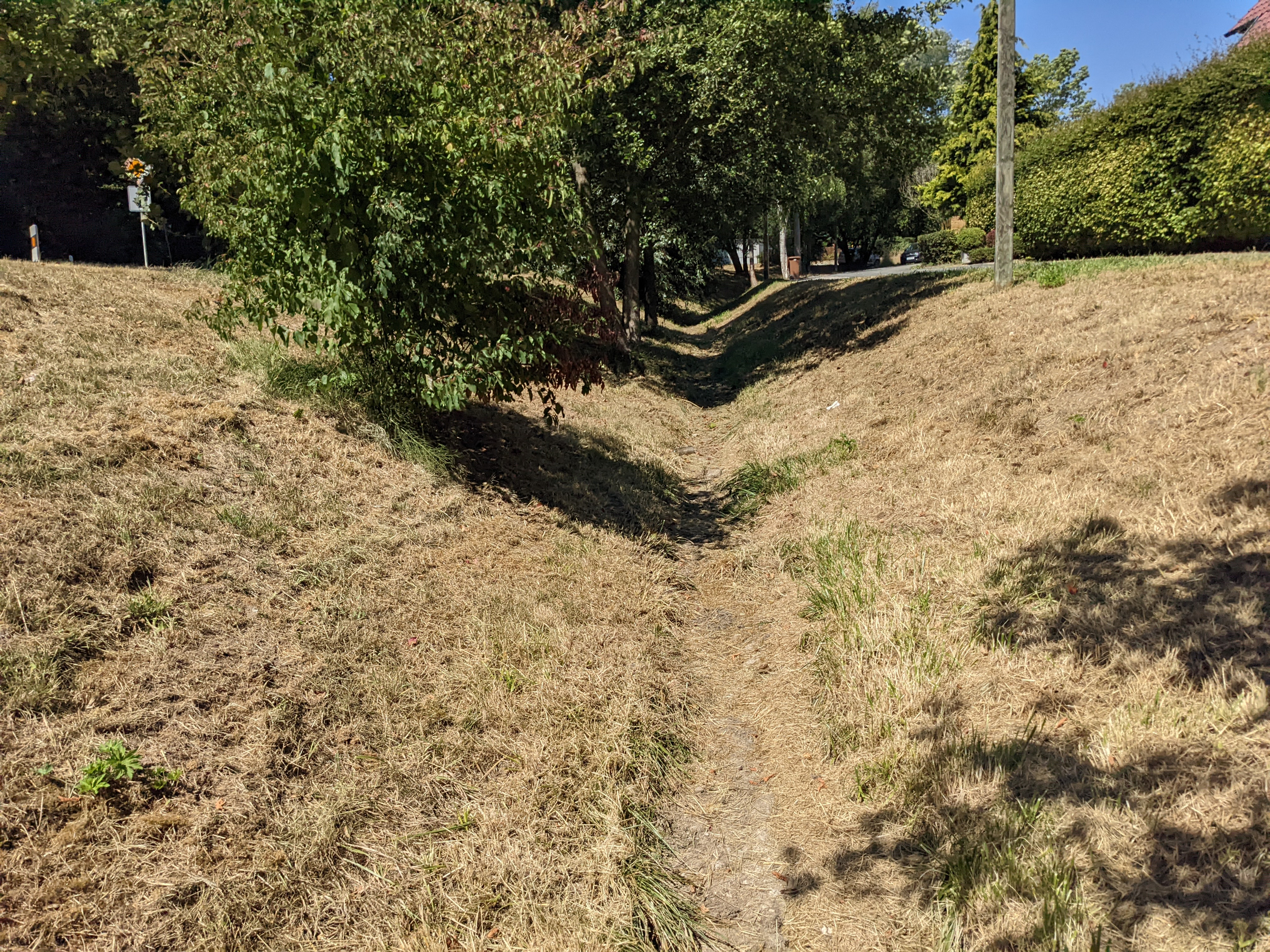
Ausgetrockneter Steinbach im Rautal. August 2022
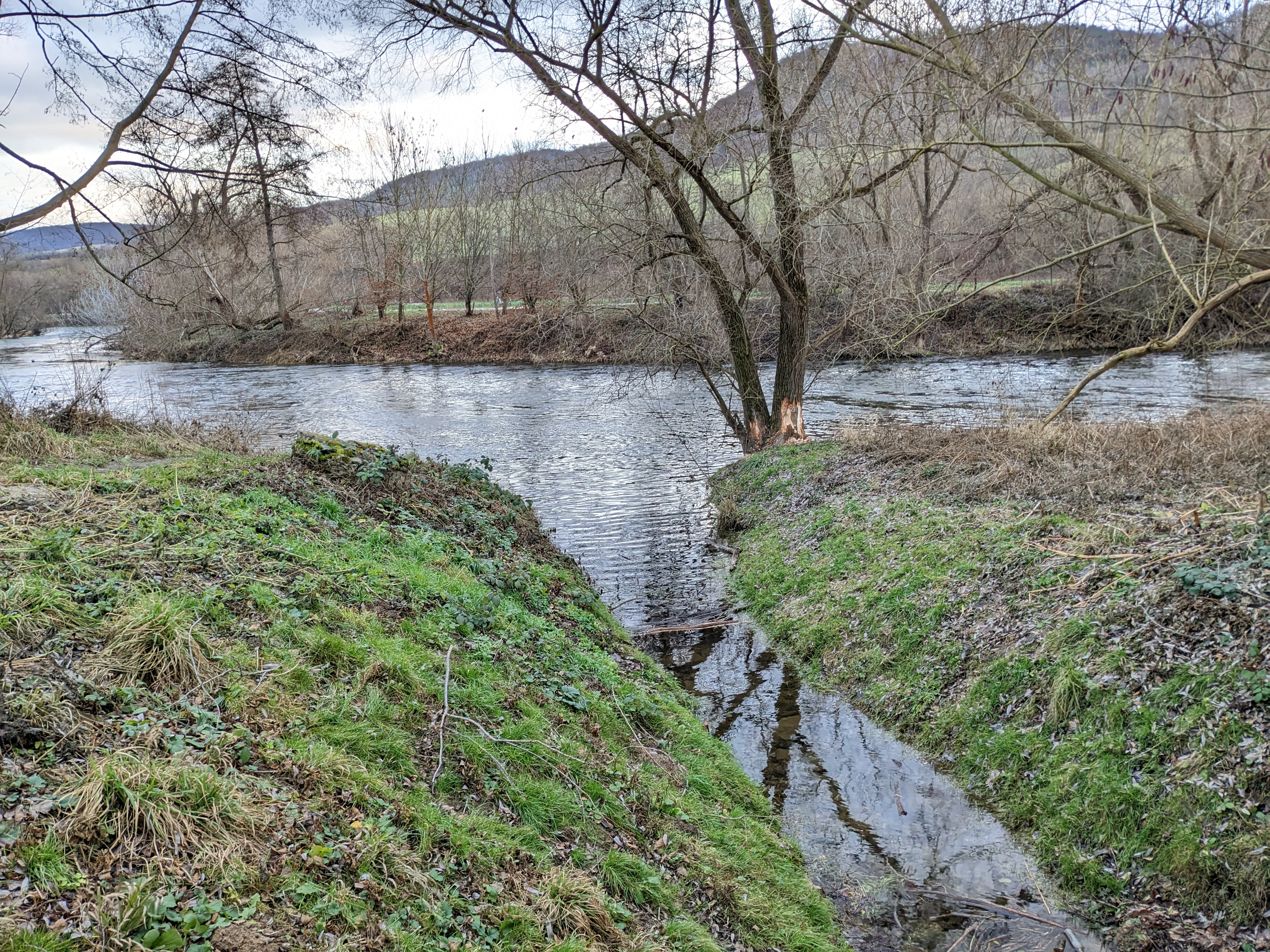
Ende des Rautals mit Mündung des Steinbaches in die Saale
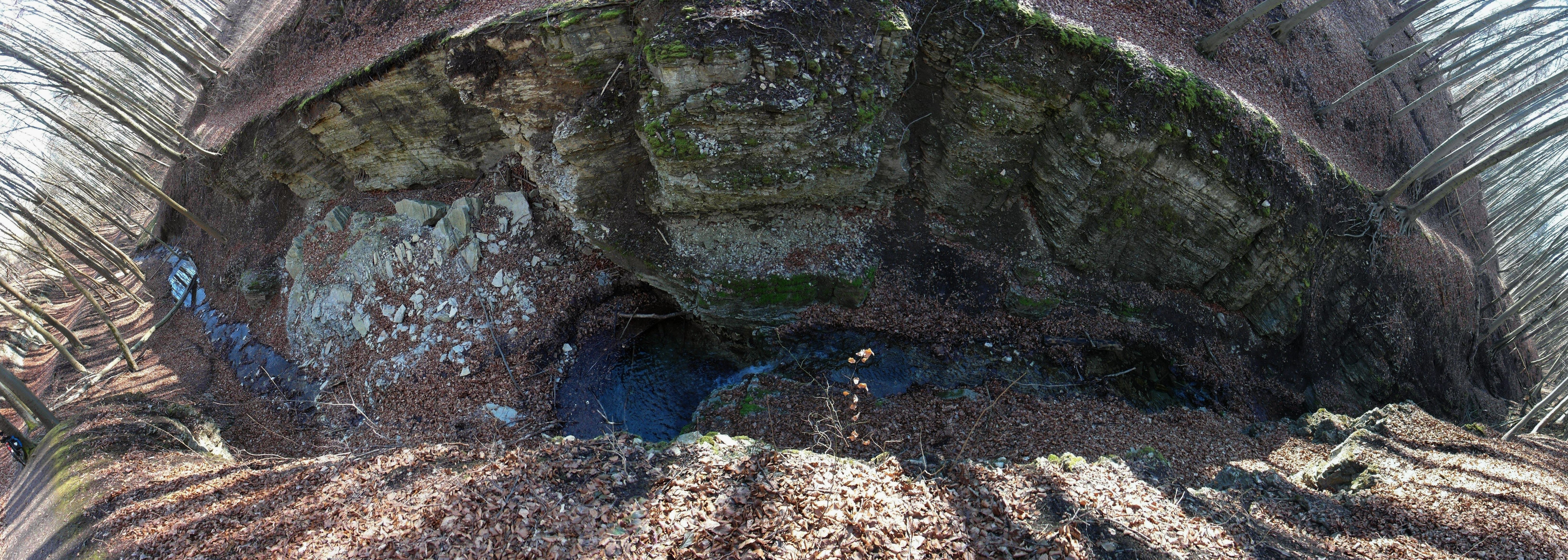
Der tief eingeschnittene Steinbach im Rautal bei Jena

## Geschichte
Zu Beginn der Schlacht bei Jena am 14. Oktober 1806 stellte sich im Rautal das von Friedrich Daniel Wilhelm von Irwing geführte preußische Dragoner-Regiment Nr. 3 dem IV. Korps der französischen Armee unter Marschall Soult entgegen. Zur Erinnerung daran wird der Wanderweg entlang des Steinbaches unterhalb von Closewitz als Marschall-Soult-Weg bezeichnet.

## Flächennaturdenkmal „Winterling – Edellaubholzwald“
Das Rautal im Closewitzer Forst ist vor allem durch sein großartiges Vorkommen von Winterlingen bekannt, deren Blütenmeer alljährlich im Februar den Frühling ankündigt. Hier befindet sich das wahrscheinlich größte verwilderte Vorkommen an Winterlingen in Mitteleuropa. Die Fläche, auf der diese Frühblüher wachsen, ist durch das Flächennaturdenkmal „Winterling – Edellaubholzwald“ geschützt. Das Flächennaturdenkmal hat eine Größe von ca. 4,5 Hektar.
Der Wald setzt sich aus den Baumarten Bergahorn (Acer pseudoplatanus), Spitzahorn (Acer platanoides), Esche (Fraxinus excelsior),  Sommer-Linde (Tilia platyphyllos) und  Rotbuche (Fagus sylvatica) zusammen. Weiterhin befindet sich am Oberhang des geschützten Gebietes eine als Flächendenkmal geschützte Stieleiche (Quercus robur).

## Historie und Entwicklung des Winterlingbestandes

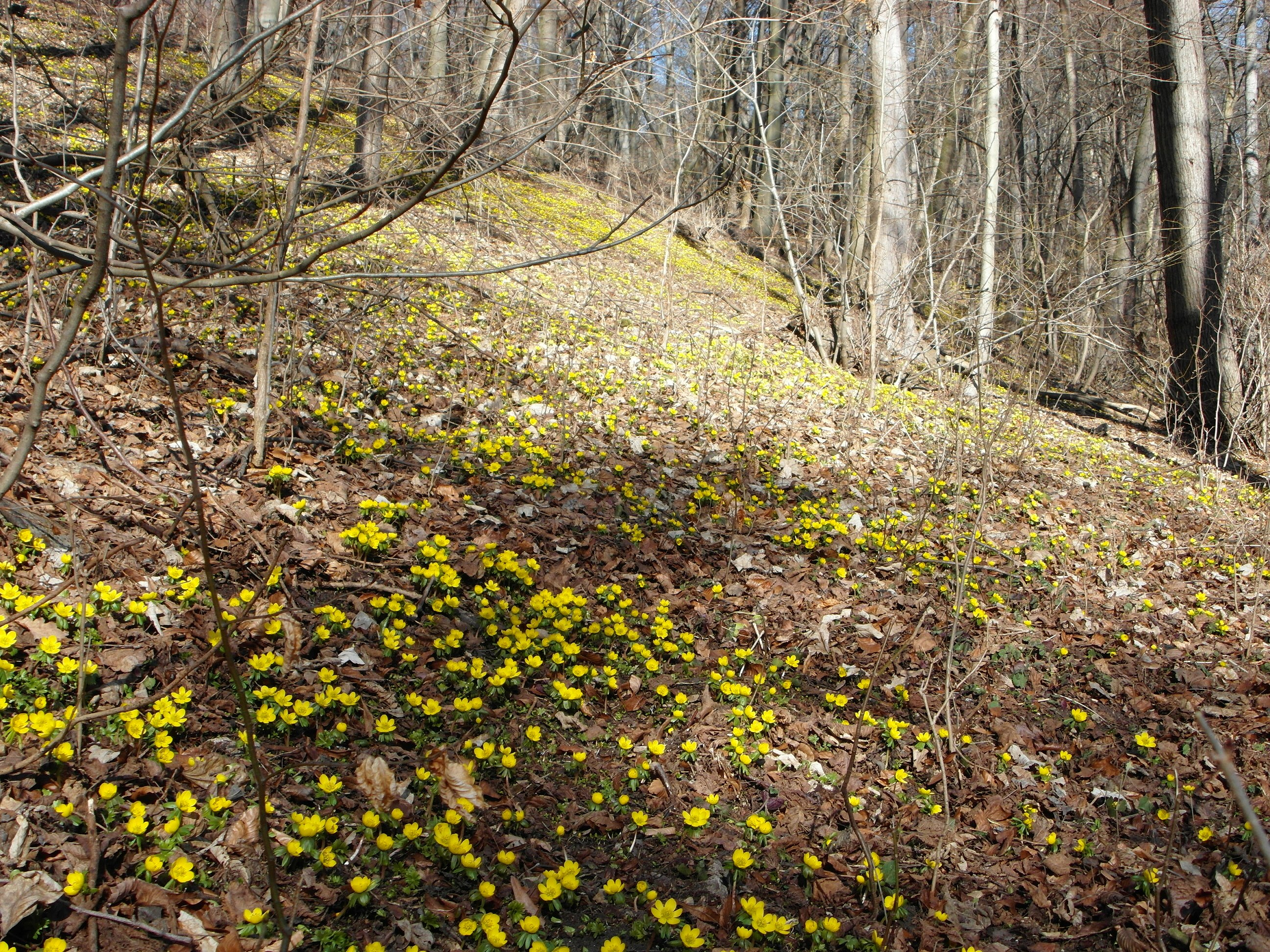
Erste Winterlinge im oberen Rautal

Der Winterling ist im 17. Jahrhundert zusammen mit südländischen Rebstöcken in die damals angrenzenden Weinberge Jenas gelangt. Dies wurde erstmals 1803 erwähnt. Durch das günstige Klima des Jenaer Talkessels und die naturnahe Zusammensetzung des Waldbestandes wurde und wird seine natürliche Ausbreitung gefördert. Betrug die Fläche, auf der der Winterling wächst, im Jahre 1960 0,2 Hektar, so ist sie heute bereits auf über einen Hektar angewachsen.
Weitere Frühblüher, die im Rautal wachsen, sind u. a. Stinkende Nieswurz, Leberblümchen und das Kleine Schneeglöckchen.